# Saturnin Vidal
Pour les articles homonymes, voir Vidal.
Saturnin Vidal est un homme politique français né le 26 février 1819 à Foix (Ariège) et décédé le dimanche 13 décembre 1908 à Toulouse.

## Biographie
Docteur en droit, avocat à Foix, où il succède à son père, puis à Toulouse, il est représentant de l'Ariège de 1871 à 1876, inscrit à la Réunion des Réservoirs et siégeant à droite, avec les monarchistes légitimistes.
Il fut maire de Tarascon-sur-Ariège et de Bouan (Ariège) et doyen de la faculté libre de droit de l'Institut catholique de Toulouse (1877-1886).